# Michel Champredon
Michel Champredon, né le 14 mars 1964 à Paris, est un homme politique français, vice-président (PS, puis PRG) du Conseil général de l'Eure entre 2001 et 2015, maire d’Evreux et Président du Grand Evreux Agglomération de 2008 à 2014.

## Biographie

### Jeunesse et débuts
Arrivé de Paris à l'âge de six ans à Évreux dans le quartier de La Madeleine, il devient en 1983 benjamin du conseil municipal de cette commune, puis adjoint au maire chargé des transports et de la circulation et directeur général élu de TransUrbain (la SEM de transport public) de 1989 à 1995.
Dès 1979, il soutient François Mitterrand puis Laurent Fabius (1990) au sein du Parti socialiste (auquel il adhère à l’âge de 15 ans en 1979. Il est d’abord collaborateur de deux députés de l’Eure à l’Assemblée nationale (1988 – 1993), puis chargé de mission et  de communication dans deux associations nationales de jeunesse et d’éducation populaire (CNAJEP et ANACEJ pour les conseils municipaux d’enfants), puis chef  de cabinet et directeur de cabinet de Michel Charzat (député-maire du 20e arrondissement de Paris) entre 1995 et 2000 date à laquelle il va travailler au Kosovo avec les Nations unies (ONU au Kosovo), pour participer à la remise en place de l’administration locale. À son retour, il devient conseiller au cabinet du nouveau maire de Paris, Bertrand Delanoë (2001 – 2004). Il s'occupe des relations avec les groupes politiques et avec les maires d'arrondissement, de la préparation des Conseils de Paris, de la démocratie locale et de la médiation. Puis, il est appelé à diriger une Caisse des écoles, établissement public de restauration scolaire (2004 – 2008).

### Maire d'Évreux
En octobre 2007, il décide de se lancer à la conquête de la mairie d'Évreux et se met en congé du PS (dont il conteste la sincérité de la procédure interne de désignation) pour fonder une liste de rassemblement de Gauche. Par l'intermédiaire de son association, Rive Gauche, il réunit autour de lui diverses personnalités.
Conseiller général en 2001 puis vice-président du conseil général du département de l'Eure en 2008, Michel Champredon devient à la suite des élections municipales  de 2008 le maire de la ville d'Évreux, 54 000 habitants (div. gauche en congé du PS avant les désignations internes), après avoir battu le maire sortant RPR/UMP Jean-Pierre Nicolas avec 49,99 % des suffrages contre 46,89 %.
Après trois années de statut « divers gauche », le 10 mai 2011, il annonce son adhésion au Parti radical de gauche (PRG). Il est l’élu de la plus grosse commune du PRG et entre au Bureau national. 
Le 11 mai 2012, il entre en campagne pour les législatives dans la 1re circonscription de l'Eure, en tant que candidat PS/PRG. Le 17 juin 2012, il est battu au second tour des législatives par le candidat de l'UMP Bruno Le Maire, député sortant, en obtenant 42,03 % des suffrages exprimés contre 57,97 % à son adversaire. 
Candidat à sa réélection pour les élections municipales de 2014, Michel Champredon est cette fois-ci battu par le candidat UMP, l'ancien député Guy Lefrand, suppléant de Bruno Le Maire. Il redevient conseiller municipal d'Evreux et conseiller communautaire du Grand Evreux Agglomération. Ne siégeant que très épisodiquement au conseil municipal et alors que le mandat se termine, Michel Champredon démissionne du conseil le 31 mars 2020.

### Expériences professionnelles internationales
Sa première mission à l'étranger a lieu 2000 au Kosovo, après la guerre, pour les Nations unies (UNMIK). La mission consiste à remettre en place l'administration locale. Avec un autre fonctionnaire de l'ONU, il est affecté à la municipalité de Novo Brodo, en secteur américain, pour remettre en place le fonctionnement de la mairie. Ensemble, ils assument les responsabilités d'un maire, officier d'état civil et officier de police judiciaire, d'un directeur général des services. Puis, il est nommé au département politique régional pour préparer les premières élections libres. Il est l'interface avec les partis politiques et a notamment la charge de présenter le processus électoral à la population.  
À partir d'octobre 2014, il devient expert technique international auprès du ministère français des Affaires étrangères et du Développement international. À ce titre, il effectue une mission d'appui à la mise en place des politiques publiques en République Démocratique du Congo (RDC), auprès des ministres congolais de la fonction publique, Jean-Claude Kibala puis Pascal Isumbisho Mwapu (dans les gouvernements d'Augustin Matata Ponyo Mapon). Sa mission porte sur le développement de l’École nationale d’administration (ENA créée par la France), la mise en place de la décentralisation administrative du pays (de 11 à 26 provinces), la formation des agents publics et la mise en place de la réforme de l’administration. Il quitte la RDC en décembre 2016, moment qui correspond à la fin du mandat présidentiel de Joseph Kabila Kabange et à l'installation du gouvernement de transition de Samy Badibanga. 
De janvier 2017 jusqu'à la fin du gouvernement de Bernard Cazeneuve, il est conseiller diplomatique de la ministre française de la Fonction publique, Annick Girardin (PRG).
En novembre 2018, il retourne en République démocratique du Congo pour le compte des Nations unies. Il est responsable du programme de coordination de l'aide internationale et du groupe de coordination des partenaires techniques et financiers (GCP), bailleurs qui financent les projets publics au Congo. Par ailleurs, il coordonne l'action des bailleurs (Etats et Agences internationale) avec les ministères congolais qui portent les projets. À l'issue des élections présidentielle, législatives et provinciales du 23 décembre 2018, il aura la charge, sous l'autorité de l'Ambassadeur de l'Union européenne et de la Représentant spéciale adjointe du secrétaire général des Nations unies, de refonder la coopération avec les autorités congolaise pour recréer la confiance avec la communauté internationale et reprendre l'avancée des projets au profit de la population.

### Retour dans l'Eure à l'occasion des législatives 2017
Le 14 mai 2017, à la suite du désistement de Jean-Louis Destans, député socialiste sortant, il annonce sa candidature « divers gauche » aux élections législatives de 2017 dans la 2e circonscription de l'Eure. Dans un contexte de forte abstention, il ne recueille que 2,90 % des suffrages exprimés au premier tour. Pour le second tour, Michel Champredon annonce son soutien au candidat LREM Fabien Gouttefarde face à Emmanuel Camoin le candidat Front national.